# Cordylochele longicollis
Cordylochele longicollis är en havsspindelart som beskrevs av Georg Ossian Sars 1888. Cordylochele longicollis ingår i släktet Cordylochele, och familjen Callipallenidae. Arten är reproducerande i Sverige.